# Gaibei (köpinghuvudort i Kina, Zhejiang Sheng, lat 30,14, long 120,89)
Gaibei är en köpinghuvudort i Kina. Den ligger i provinsen Zhejiang, i den östra delen av landet, omkring 70 kilometer öster om provinshuvudstaden Hangzhou. Antalet invånare är 31 157. Befolkningen består av 15 033 kvinnor och 16 124 män. Barn under 15 år utgör 12,0 %, vuxna 15-64 år 77 %, och äldre över 65 år 10,0 %.
Runt Gaibei är det tätbefolkat, med 790 invånare per kvadratkilometer. Närmaste större samhälle är Shangyu, 13,9 km söder om Gaibei. Trakten runt Gaibei består till största delen av jordbruksmark.
Genomsnittlig årsnederbörd är 1 912 millimeter. Den regnigaste månaden är juni, med i genomsnitt 316 mm nederbörd, och den torraste är november, med 74 mm nederbörd.